# Waldenströms makroglobulinæmi
Waldenströms makroglobulinæmi er en cancersygdom der rammer de hvide blodlegemer, leukocytterne. Den rammer ca. 25 ud af 1 million mennesker hvert år. Mænd har omtrent dobbelt så stor risiko for at få sygdommen, som kvinder har.

## Årsag
Man mener, at genetiske faktorer har betydning for sygdommens opståen. Oftest har patienten fået diagnosen MGUS når Waldenströms makroglobulinæmi konstateres. Samtidig ses ofte en forhøjet værdi af det antiapoptotiske protein bcl-2.

## Symptomer
Patienter med Waldenströms makroglobulinæmi kan udvise en række forskellige symptomer. Blødninger fra slimhinder, synsforstyrrelser, neurologiske symptomer og uregelmæssigheder i hjertets funktion regnes generelt for hyperviskositetssymptomer. Hæmoragisk diatese kan give ekkymoser samt blødninger omkring øjnene; årsagen hertil ligger både i defekte trombocytter og interaktion mellem M-komponenten og koagulationsfaktorerne V, VII og VII. En forøget metabolisme kan give feber og tendens til at svede kraftigt om natten, ligesom det kan føre til vægttab og øget træthedsfornemmelse. Nogle kan udvikle nedsat følesans i fingre og tæer, der kan udvikle sig (angribe et stadigt større område) efterhånden som sygdommen skrider frem. For enkelte kan dette også medføre smerter. Nogle vil udvikle blodmangel, enten i form af immunhæmolytisk anæmi eller kuldeagglutininbetinget anæmi.
Undertiden pådrager patienter med Waldenströms makroglobulinæmi sig infektioner, herunder hyppigst lungebetændelse eller herpes zoster. Hos en tredjedel af patienter ses perifer lymfadenopati og forstørret lever. Enkelte kan udvikle amyloidose.

## Behandling
Behandlingen er primært kemoterapi.